# Ivaylo Andonov
Ivaylo Viktorov Andonov (Blagoevgrad, 14 de agosto de 1967) é um ex-futebolista profissional búlgaro, atacante, disputou a Copa do Mundo de 1994.